# Partido Progresista Unificado
El Partido Progresista Unificado (PPU; en coreano: 통합진보당, RR:Tonghap Jinbo-dang, Hanja: 統合進步黨) fue un partido político de izquierda de Corea del Sur.
Fue fundado el 5 de diciembre de 2011 como resultado de la fusión entre el Partido Laborista Democrático, el Partido de Participación Popular de Rhyu Si-min, y una parte del Nuevo Partido Progresista. Hasta el 12 de mayo de 2012 estaba presidido conjuntamente por Rhyu Si-min, Lee Jung-hee, y Sim Sang-jeong.
En las elecciones legislativas de Corea del Sur de 2012 el partido ganó ocho escaños obteniendo un total de 13 de los 300 asientos, avanzando hasta la tercera posición, muy por delante del Liberty Forward Party (que perdió casi todos sus escaños).
Tras la condena de uno de sus militantes, Lee Seok-ki, acusado de formar parte de un plan de rebelión pro Corea del Norte, y otros escándalos internos, la Corte Constitucional de Corea disolvió el partido el 19 de diciembre de 2014, y despojó de sus escaños en el parlamento a los cinco legisladores que eran militantes del partido.